# Zelengora
Zelengora je planina u sjeveroistočnoj Hercegovini, BiH, koja se nalazi u sklopu Nacionalnog parka Sutjeska. Najpoznatija je po velikom broju ledenjačkih jezera, od kojih su najpoznatija Kotlaničko jezero, Orlovačko jezero, Štirinsko jezero, Jugovo jezero, Donje Bare, Gornje Bare i dr. Najveći vrh Zelengore je Bregoč (2014m), a pored njega se nalazi još desetak vrhova s oko 2000m n/m. Zelengora obiluje bogatstvom biljnog i životinjskog svijeta, u čemu prednjači Perućica, jedina preostala prašuma Europe.
Na Zelengori se nalaze naselja hrvatskih planištara koja datiraju od predturskih vremena i koja su još onda imala svog kapelana. To su bili planištari iz Donje Hercegovine koji su živjeli i od Gornje Hercegovine. Zelengora je bila u vlasništvu humnjačkih Hrvata. Imali su posjede na koje su izlazili ljeti sa svojom stokom, a vremenom su brojne obitelji ostajali i zimi te su nastala katunska naselja i poslije i cijele obiteljske kuće.
Poznata je po velikom broju ledničkih jezera.
- Crno jezero
- Bijelo jezero
- Donje Bare
- Gornje Bare
- Jugovo jezero (umjetno)
- Kotlaničko jezero
- Orlovačko jezero
- Štirinsko jezero
- Kladanjsko jezero

## Vanjske poveznice
|  | Zajednički poslužitelj ima još gradiva o temi Zelengora |